# Fulbert Steffensky

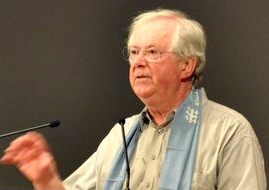
Fulbert Steffensky (2009)

Fulbert Steffensky (* 7. Juli 1933 in Rehlingen im Saargebiet als Edmund Steffensky) ist ein deutscher Theologe, Religionspädagoge und Autor. Er war von 1954 bis 1968 Benediktinermönch und konvertierte 1969 zum evangelisch-lutherischen Bekenntnis.

## Leben
Steffensky wuchs in einer kleinbürgerlichen römisch-katholischen Familie auf, sein Vater starb, als er sechs Jahre alt war. Er studierte katholische und evangelische Theologie. Im Alter von 21 Jahren trat er in das Benediktinerkloster Maria Laach ein und erhielt den Ordensnamen Fulbert. Nach dreizehn Jahren verließ er das Kloster ohne kirchliche Erlaubnis. Er behielt seinen Ordens- als Vornamen bei.
Im Jahr 1968 war er mit Dorothee Sölle ein Mitbegründer des Politischen Nachtgebets, einer Liturgie, die von 1968 bis 1972 regelmäßig in der Antoniterkirche in Köln gefeiert wurde. 1969 konvertierte Steffensky zum evangelisch-lutherischen Glauben, und er wurde im selben Jahr wissenschaftlicher Assistent an der Pädagogischen Hochschule Ruhr. Steffensky wurde 1972 an der Ruhr-Universität Bochum promoviert. 
Seine erste Professur für Erziehungswissenschaft hatte Fulbert Steffensky von 1972 bis 1975 an der Fachhochschule Köln inne, bevor er 1975 als Professor für Religionspädagogik am Fachbereich Erziehungswissenschaft an die Universität Hamburg wechselte, wo er bis zu seiner Pensionierung 1998 tätig war. Seither setzt er sich als Prediger, Redner und Buchautor für eine Kultur des Bibellesens, der Ökumene, der Gerechtigkeit, der Hoffnung und der Ästhetik ein.
Auf dem 32. Evangelischen Kirchentag 2009 in Bremen forderte Steffensky ein gemeinsames Abendmahl von katholischen und evangelischen Christen während des 2. Ökumenischen Kirchentags in München 2010.

## Familie
Steffensky heiratete 1969 die bekannte evangelische Theologin Dorothee Sölle. Aus dieser Ehe stammt die Tochter Mirjam (* 1970), die seit 2010 Hochschullehrerin in Chemiedidaktik ist. Sölle starb im Jahr 2003. 
Seit 2007 ist Fulbert Steffensky verheiratet mit der römisch-katholischen Theologin Li Hangartner (* 1953), sie leben seit 2012 zusammen in Luzern in der Zentralschweiz.

## Auszeichnungen
- 2005: Sexauer Gemeindepreis für Theologie
- 2013: Ökumenischer Predigtpreis

## Veröffentlichungen (Auswahl)
- Gedanken über das Verhältnis von Kirche und Judentum. In: Erbe und Auftrag, Jg. 43 (1967), S. 59–63.
- Politisches Nachtgebet in Köln. Herausgegeben mit Dorothee Sölle. Kreuz-Verlag, Stuttgart/Berlin/Mainz 1969.
- Politisches Nachtgebet in Köln 2. Herausgegeben mit Dorothee Sölle. Kreuz-Verlag, Stuttgart/Berlin/Mainz, ohne Jahresangabe.
- Gott und Mensch – Herr und Knecht? Autoritäre Religion und menschliche Befreiung im Religionsbuch. Furche, Hamburg 1973, ISBN 3-7730-0152-5.
- Feier des Lebens. Kreuz, Stuttgart 1988, ISBN 3-7831-0733-4.
- Wo der Glaube wohnen kann. Kreuz, Stuttgart 1989, ISBN 3-7831-0957-4.
- Das Haus, das die Träume verwaltet. Echter, Würzburg 1998, ISBN 3-429-01997-4.
- Der alltägliche Charme des Glaubens. Echter, Würzburg 2002, ISBN 3-429-02435-8.
- Die zehn Gebote. Anweisungen für das Land der Freiheit. Echter, Würzburg 2003 ISBN 3-429-02512-5.
- zusammen mit Dorothee Sölle: Löse die Fesseln der Ungerechtigkeit. Predigten. Kreuz, Freiburg im Breisgau 2004, ISBN 3-7831-2522-7.
- Schwarzbrot-Spiritualität. Radius, Stuttgart 2005, ISBN 3-87173-325-3.
- Zur evangelischen und katholischen Predigt. In: Imprimatur. Trier 6/2006.
- Mut zur Endlichkeit. Sterben in einer Gesellschaft der Sieger. Radius, Stuttgart 2007, ISBN 978-3-87173-369-7.
- Feier des Lebens: Spiritualität im Alltag. Kreuz, Freiburg im Breisgau 2009, ISBN 978-3-7831-3401-8.
- Gedächtnis – Hoffnung: die Geschwister des Augenblicks. Romerohaus Luzern, 2010
- Der Schatz im Acker: Gespräche mit der Bibel. Radius, Stuttgart 2010, ISBN 978-3-87173-916-3.
- Ein seltsamer Freudenmonat: 24 Adventsgedichte, 24 Adventsgeschichten. Radius, Stuttgart 2011, ISBN 978-3-87173-924-8.
- Gewagter Glaube. Radius, Stuttgart 2012, ISBN 978-3-87173-940-8.
- Heimathöhle Religion. Ein Gastrecht für widersprüchliche Gedanken. Radius, Stuttgart 2015, ISBN 978-3-87173-982-8.
- Orte des Glaubens. Die sieben Werke der Barmherzigkeit. Radius, Stuttgart 2017, ISBN 978-3-87173-177-8.
- Heimathöhle Religion. Ein Gastrecht für widersprüchliche Gedanken. Radius, Stuttgart 2017, ISBN 3-87173-651-1.
- Fragmente der Hoffnung. Radius, Stuttgart 2019, ISBN 978-3-87173-600-1.